# آکونکاگوا
آکونکاگوا (تلفظ اسپانیایی: [akoŋˈkaɣwa]) نام کوهی است در کوردیلرای اصلی رشته کوه آند، واقع در استان مندوزای کشور آرژانتین. آکونکاگوا بلندترین کوه در قاره آمریکا، بلندترین کوه خارج از قاره آسیا، و بلندترین در نیمکره جنوبی با ارتفاع ۶٬۹۶۱ متر (۲۲٬۸۳۸ فوت) است. این کوه در ۱۱۲ کیلومتر (۷۰ مایل) شمال غربی مرکز استان، شهر مندوزا، در حدود ۵ کیلومتری (۳ مایل) استان سان خوان و ۱۵ کیلومتری مرز آرژانتین با همسایه شیلی قرار دارد. این کوه یکی از به اصطلاح هفت قله هفت قاره است.
آکونکاگوا از شمال و شرق به دره دلاس واکاس و از غرب و جنوب به دره د لس هورکونز پایین محدود می‌شود. این کوه و مناطق اطراف آن بخشی از پارک آکونکاگوا و دارای تعدادی یخچال طبیعی است. بزرگ‌ترین یخچال طبیعی Ventisquero Horcones Inferior با حدود ۱۰ کیلومتر (۶ مایل) درازا که از سمت جنوب تا حدود ۳٬۶۰۰ متر (۱۱٬۸۰۰ فوت) تا نزدیکی‌های کمپ کنفلوئنسیا پایین می‌آید. دو تشکیلات یخچالی بزرگ دیگر، Ventisquero de las Vacas Sur و Glaciar Este/Ventisquero Relinchos با حدود ۵ کیلومتر (۳ مایل) درازا که شناخته شده‌ترین آنها یخچال شمال شرقی یا یخچال لهستانی است که مسیری معمولی برای صعود به قله است.

## ریشه نام
منشأ نام آکونکاگوا نامشخص است. ممکن است ریشه آن از زبان ماپوچه ای Aconca-Hue که به رودخانه Aconcagua اشاره دارد و به معنای «از طرف دیگر می‌آید» است باشد. یا در زبان کچوا Ackon Cahuak، که به معنی «نگهبان سنگ» است. Quechua Anco Cahuac، به معنی «نگهبان سفید». یا ممکن است از زبان آیمارا Janq'u Q'awa که به معنای «دره سفید» می‌باشد، آمده باشد.

## صعود

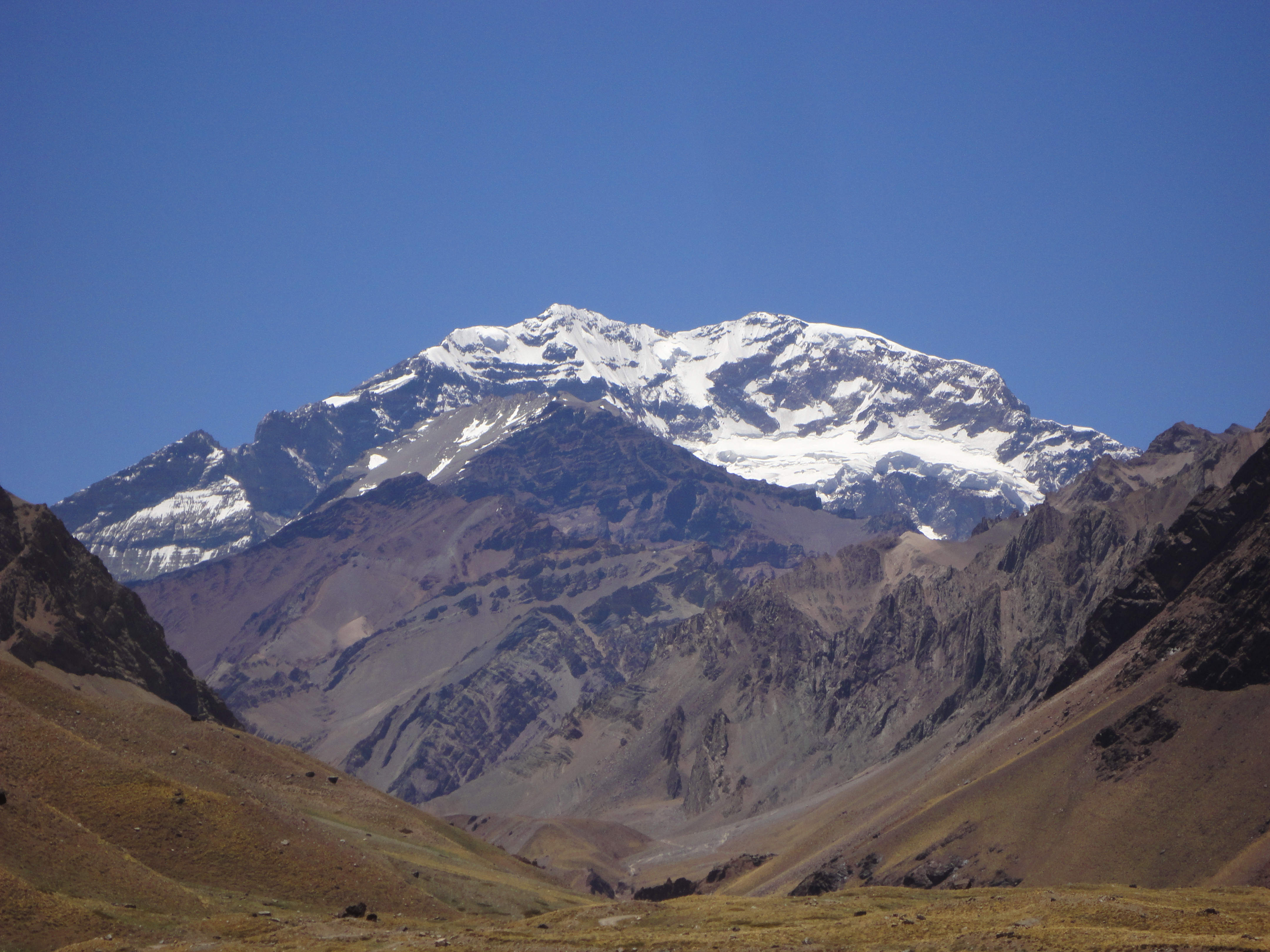
از ورودی پارک

از نظر کوهنوردی و فنی، صعود به آکونکاگوا از جبهه شمال و از طریق مسیر معمولی آسان‌تر است. این کوه مسلماً بلندترین کوه غیر فنی در جهان است زیرا مسیر شمالی مطلقاً به طناب، و تجهیزات فنی صعود نیاز ندارد. اگرچه اثرات ارتفاع شدید است (فشار اتمسفر ۴۰ درصد سطح دریا در قله است)، ولی استفاده از کپسول اکسیژن نیاز و رایج نیست. بیماری ارتفاع بسته به درجه سازگاری بیشتر کوهنوردان را تا حدی تحت تأثیر قرار می‌دهد. علیرغم اینکه صعود معمولی از نظر فنی آسان است، اما هر ساله تلفات متعددی در این کوه رخ می‌دهد (تنها در ژانویه ۲۰۰۹، پنج کوهنورد جان خود را از دست دادند). این سوانح به دلیل تعداد زیاد کوهنوردانی است که بدون داشتن تجربه کافی و آشنایی با خطرات عینی و دست کم گرفتن ارتفاع و هوای سرد که چالش واقعی در این کوه است، تصمیم به صعود می‌گیرند. در آکونکاگوا با توجه به شرایط جوی متغیر نزدیک به قله، آسیب‌های هوای سرد بسیار شایع است.

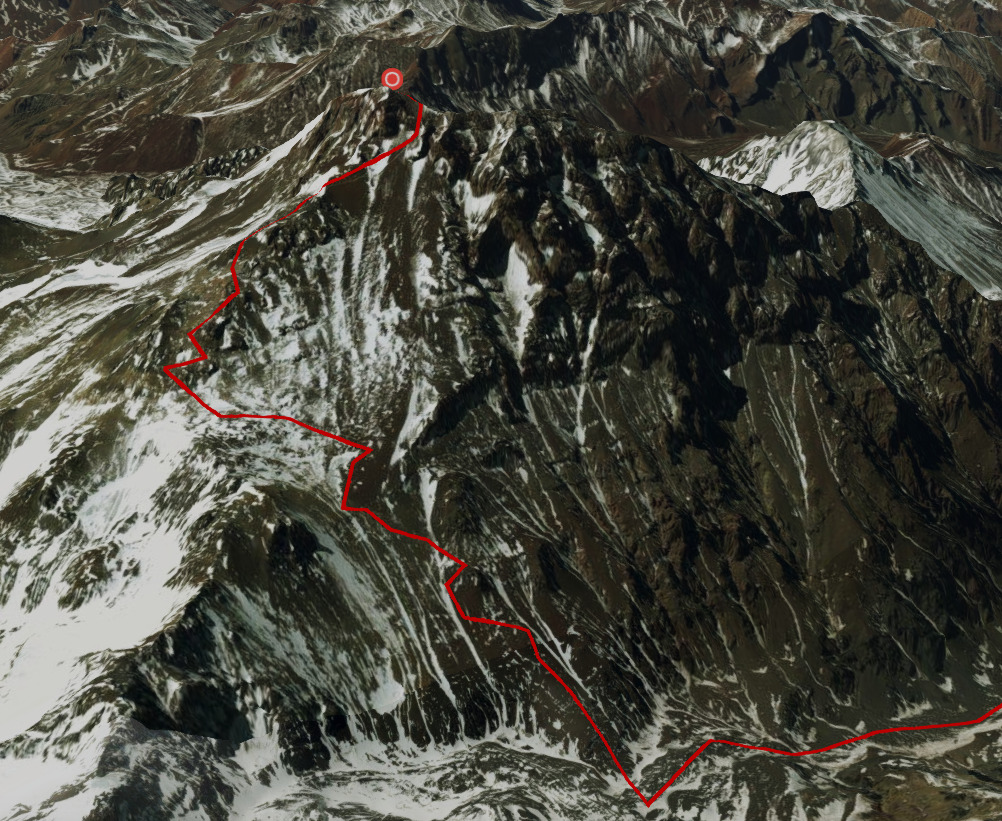
مسیر اجلاس آکنکاگوا interactive map

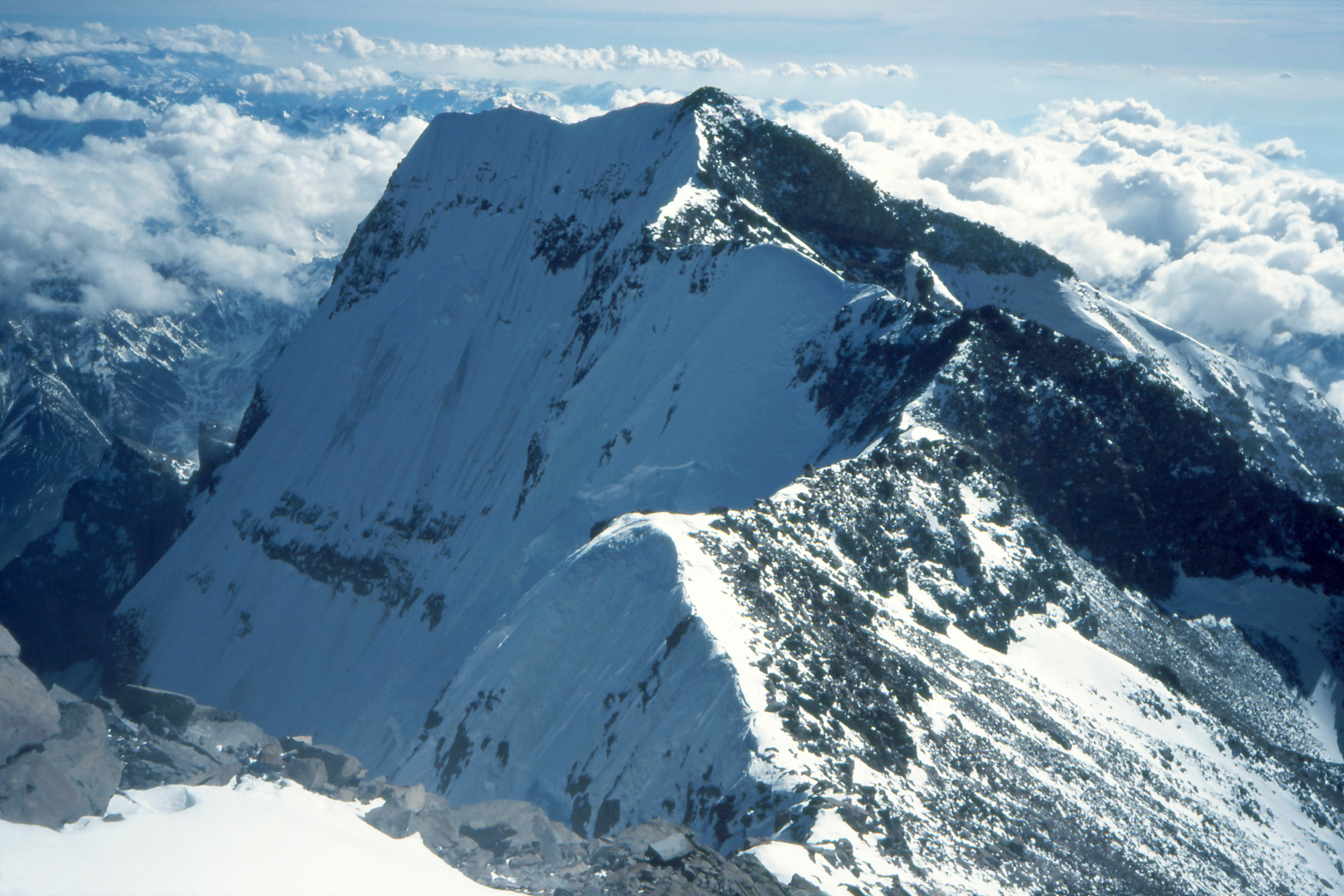
قله و خط الراس جنوبی

مسیرهای منتهی به قله از یال‌های جنوب و جنوب غربی چالش‌برانگیز تر بوده و صعود از جبهه جنوبی بسیار سخت تلقی می‌شود. مسیر لهستانی گلاسیر تراورس، که به عنوان مسیر "Falso de los Polacos" نیز شناخته می‌شود، از دره Vacas عبور می‌کند، به پایه یخچال لهستانی می‌رسد، سپس به مسیر عادی برای صعود نهایی به قله می‌پیوندد. سومین مسیر محبوب، صعود از خود یخچال لهستانی است.
محیط‌بانان و مسئولان پارک، سوابق صعودهای موفق را ثبت نمی‌کنند، اما برآوردها نرخ صعود موفق به قله را حدود ۳۰ تا ۴۰ درصد نشان می‌دهد. حدود ۷۵ درصد از کوهنوردان صعود کننده خارجی و ۲۵ درصد آرژانتینی هستند. در بین خارجی‌ها، ایالات متحده از نظر تعداد کوهنوردان پیشتاز است و پس از آن کوهنوردانی از کشورهای آلمان و بریتانیا قرار دارند. در حدود ۵۴ درصد از کوهنوردان از مسیر عادی، ۴۳ درصد از مسیر تراورس یخچال لهستانی و ۳ درصد بقیه قله را از مسیرهای دیگر صعود می‌کنند.

## کمپ‌ها
محل کمپ‌ها در مسیر عادی ذیلاً ذکر شده‌است (ارتفاعات تقریبی است).
- کمپ پوئنته دل اینکا (Puente del Inca)، ارتفاع ۲۷۴۰ متر.
- کمپ کنفلوئنسیا (Confluencia)، ارتفاع ۳۳۸۰ متر.
- کمپ اصلی پلازا د مولاس (Plaza de Mulas) ارتفاع ۴۳۷۰ متر. ادعا می شوداین کمپ دومین کمپ بزرگ جهان (پس از اورست) است. چندین چادر غذا، دوش و دسترسی به اینترنت وجود دارد. یک اقامتگاه دیگر تقریباً ۱ کیلومتری (۰٫۶۲ مایلی) از کمپ اصلی در سراسر یخچال طبیعی وجود دارد. در این کمپ کوهنوردان توسط تیم پزشکی غربالگری می‌شوند تا بررسی شود که آیا آمادگی کافی برای ادامه صعود دارند یا خیر.
- کمپ کانادا، ارتفاع ۵۰۵۰ متر: تاقچه ای بزرگ مشرف به پلازا د مولاس.
- کمپ آلاسکا، ارتفاع ۵۲۰۰ متر: در زبان اسپانیایی «تغییر شیب» نامیده می‌شود، مکان کوچکی با کاهش شیب از پلازا د مولاس به نیدو دکوندورس که معمولاً استفاده نمی‌شود.
- کمپ نیدو د کوندورز، ارتفاع ۵۵۷۰متر: فلات بزرگ با چشم‌اندازهای وسیع. معمولاً یک پارکبان در اینجا کمپ می‌کند.
- کمپ برلین، ارتفاع ۵۹۴۰ متر: کمپ مرتفع کلاسیک که حفاظت معقولی در برابر باد ارائه می‌دهد.
- کمپ کولرا، ۶۰۰۰ متر: کمپی بزرگ که کمتر در معرض دید قرار دارد و مستقیماً در خط الراس شمالی نزدیک کمپ برلین واقع شده‌است و محبوبیت روزافزونی دارد. در ژانویه ۲۰۱۱، یک پناهگاه در کمپ کولرا برای استفاده انحصاری در موارد اضطراری افتتاح شد. این پناهگاه به افتخار کوهنورد ایتالیایی النا سنین، که در ژانویه ۲۰۰۹ اندکی پس از رسیدن به قله درگذشت توسط خانواده او ساخته و اهدا گردید، النا نامگذاری شده‌است.

## تاریخ

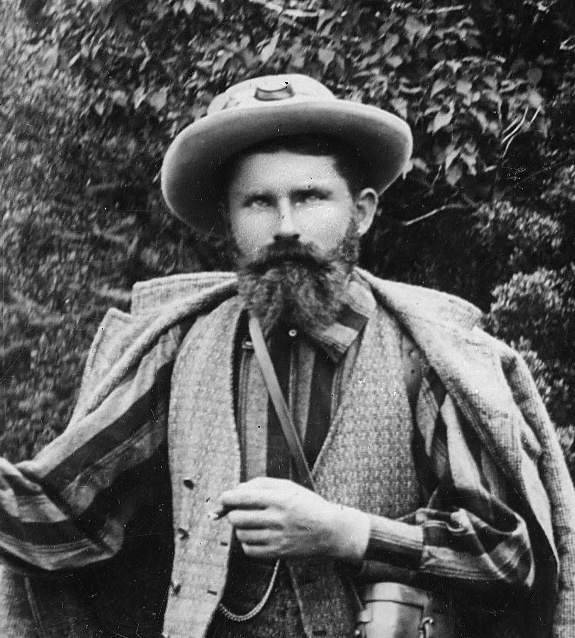
ماتیاس زوربریگن کوهنورد سوئیسی اولین شخصی است که در سال ۱۸۹۷ به قله صعود کرد.

اولین تلاش اروپایی‌ها برای صعود به قله آکنکاگوا در سال ۱۸۸۳ توسط گروهی به رهبری پل گوسفلدت زمین‌شناس و کاشف آلمانی انجام شد. او با رشوه دادن به باربران و نقل داستانی در مورد وجود گنج در این کوه، از طریق آتشفشان ریو به کوه نزدیک شد. او دو بار تلاش کرد تا قله را از خط الراس شمال غربی صعود و نهایتاً به ارتفاع ۶٬۵۰۰ متر (۲۱٬۳۰۰ فوت)ی قله رسید. . مسیری که او صعود کرد اکنون مسیر استاندارد صعود به کوه است.

## خطرات
با نزدیک به ۷٬۰۰۰ متر (۲۳٬۰۰۰ فوت) ارتفاع، آکونکاگوا بلندترین قله خارج از قاره آسیا است. اعتقاد بر این است که این کوه بالاترین میزان مرگ و میر را در بین هر کوه دیگری در آمریکای جنوبی دارد - حدود سه کشته در سال - که به همین علت به آن لقب «کوه مرگ» داده شده‌است. از زمان شروع ثبت صعودها، بیش از ۱۰۰ نفر در آکونکاگوا جان خود را از دست داده‌اند.

## معنای اساطیری
برای اینکاها، آکونکاگوا یک کوه مقدس بود. در این کوه همانند سایر کوه‌ها (مثلاً آمپاتو) عبادتگاه‌ها ساخته شد و قربانی‌هایی از جمله قربانی‌های انسانی انجام شد. مکان‌هایی از اینکاها که در سال ۱۹۸۵ در ارتفاع ۵۱۶۷ متری کشف شدند، جزو مرتفع‌ترین مکان‌ها در جهان هستند و دسترسی به آن‌ها از همه مکان‌های مربوط به تمدن اینکا دشوارتر است. در این مکان، بقایای مومیایی کودکی که روی چمن، پارچه و پرها قرار داده شده در داخل دیوارهای سنگی پیدا شد. امروزه این مومیایی بنام مومیایی آکونکاگوا شناخته می‌شود. لباسی که بر تن این کودک مومیایی است نشان می‌دهد که کودک از بالاترین طبقه اجتماعی بوده‌است. اشیاء دیگر یافت شده شامل اشکال و نقاشی و برگ کوکا بود.

## برای مطالعهٔ بیشتر
- اوخوس دل سالادو